# Ferrari GT 3: World Track
Ferrari GT 3: World Track es un videojuego de carreras de 2012 desarrollado y publicado por Gameloft para Android y J2ME. Es el tercer juego de la serie Ferrari GT.

## Jugabilidad
Ferrari GT 3: World Track da a los jugadores la oportunidad de comprar y conducir 57 modelos Ferrari, incluidos el 250 Testa Rossa, el Ferrari FF y el SA Aperta. Las etapas consisten en carreras que tienen lugar en todo el mundo e incluyen Sídney, Hong Kong y el Circuito de prueba de Ferrari Fiorano. Al igual que otros juegos de la serie, el jugador puede competir en el modo carrera, donde gana fama y gana dinero para luego comprar más autos y mejorar los autos existentes o en un modo de carrera rápida. El juego también presenta información de la Enciclopedia Ferrari como consejos para los jugadores.

## Recepción
Harry Slater de Pocket Gamer escribió: "Ferrari GT 3: World Track, un corredor arcade de aspecto impresionante y de ritmo rápido, es una nueva entrada brillante en la serie ya impresionante".